# Integració conceptual
La integració conceptual és una teoria de la lingüística cognitiva formulada per Gilles Fauconnier i Mark Turner. Es tracta d'un procés de creació d'entitats mentals (conceptes, imatges, etc.) a partir de la fusió organitzada d'elements rellevants de dos o més conceptes d'origen.